# Aad Putters
Aad Putters (Schiedam, 20 januari 1938) is een voormalig profvoetballer van Hermes DVS en SVV. Als trainer was hij werkzaam bij SVV en Excelsior.

## Loopbaan

### Speler
Putters speelde in zijn jeugd voor Hermes DVS uit Schiedam en voor die club debuteerde hij in 1959 als betaald voetballer in de Eerste divisie. Twee jaar later maakte hij de overstap naar het nabijgelegen SVV, dat in dezelfde divisie uitkwam. In 1965 beëindigde hij zijn profloopbaan en ging spelen bij de Rotterdamse amateurclub CVV.

### Trainer
Nadat Putters was gestopt als actief voetballer, ging hij aan de slag als trainer. In het profvoetbal begon hij in 1973 bij SVV als assistent-coach en trainer van het tweede elftal. Hij nam in 1984 na elf seizoenen afscheid van SVV.

### Excelsior
Met ingang van het seizoen 1984/85 werd hij fulltime jeugdtrainer bij Excelsior. Hij promoveerde in 1987 met het oudste jeugdelftal naar de hoogste landelijke klasse. In Kralingen trainde hij onder meer de latere profs Robin van Persie, Mounir El Hamdaoui, Luigi Bruins, Peter van den Berg en Saïd Boutahar.
Hij verrichtte bij Excelsior ook allerlei onderhoudsklussen op en rond het voetbalcomplex.
Na het seizoen 1997/98 stopte Putters als jeugdtrainer en trad hij in een nieuwe rol als materiaalverzorger van het eerste en tweede elftal. Hij oefende deze functie twintig jaar uit. Totdat hij in 2018 op 80-jarige leeftijd met pensioen ging.

## Clubstatistieken
| Seizoen | Club       | Land      | Competitie       | Competitie | Competitie | Beker | Beker | Internationaal | Internationaal | Overig | Overig | Totaal | Totaal |
| Seizoen | Club       | Land      | Competitie       | Wed.       | Dlp.       | Wed.  | Dlp.  | Wed.           | Dlp.           | Wed.   | Dlp.   | Wed.   | Dlp.   |
| ------- | ---------- | --------- | ---------------- | ---------- | ---------- | ----- | ----- | -------------- | -------------- | ------ | ------ | ------ | ------ |
| 1959/60 | Hermes DVS | Nederland | Eerste divisie B | 6          | 2          | –     | –     | –              | –              | –      | –      | 6      | 2      |
| 1960/61 | Hermes DVS | Nederland | Eerste divisie A | 5          | 0          | 0     | 0     | –              | –              | –      | –      | 5      | 0      |
| 1961/62 | SVV        | Nederland | Eerste divisie A | 23         | 7          | 1     | 0     | –              | –              | –      | –      | 24     | 7      |
| 1962/63 | SVV        | Nederland | Tweede divisie B | 7          | 4          | 0     | 0     | –              | –              | –      | –      | 7      | 4      |
| 1963/64 | SVV        | Nederland | Tweede divisie B | 6          | 1          | 0     | 0     | –              | –              | –      | –      | 6      | 1      |
| 1964/65 | SVV        | Nederland | Tweede divisie B | 8          | 0          | 2     | 0     | –              | –              | –      | –      | 10     | 0      |
| Totaal  | Totaal     | Totaal    | Totaal           | 55         | 14         | 3     | 0     | 0              | 0              | 0      | 0      | 58     | 14     |

## Trivia
In 2014 was Putters te zien in een tv-commercial van het pindakaasmerk Calvé. Een kleine Robin van Persie wilde zich bij Excelsior aanmelden voor een training, maar kreeg van de trainer te horen dat hij te jong was. Toen de bal vervolgens werd uitgeschoten, waren Putters en een andere toeschouwer onder de indruk van de wijze waarop Van Persie de bal terug het veld intrapte: "Dat wordt een hele grote."